# Meganola
Genre
Meganola est un genre d'insectes lépidoptères (papillons) de la famille des Nolidae.

## Liste d'espèces
Selon BioLib (23 aout 2014)
- Meganola albula (Denis & Schiffermüller, 1775)
- Meganola gigantula (Staudinger, 1879)
- Meganola kolbi (Daniel, 1935)
- Meganola minuscula (Zeller, 1872)
- Meganola phylla (Dyar, 1898)
- Meganola spodia Franclemont, 1985
- Meganola strigula (Denis & Schiffermüller, 1775)
- Meganola togatulalis (Hübner, 1796)
- Meganola varia (Barnes & Lindsey, 1921)